# راهداری (طایفه)
طایفه راهدار یا رهدار، یکی از تیره‌های سیستان و بختیاری و هرمزگان و بوشهر می‌باشد
پس از نبردی که با تیمور لنگ داشتند پراکنده گردیده و از آنجایی که در جنگهای دریایی از آنها استفاده می‌شد عده ای از این طایفه همراه با دیگر طوایف لر بختیاری جهت پاسداری و محافظت از متصرفات دریایی از آنها استفاده می‌شد.

## تاریخچه طایفه راهداری
طایفه راهدار یا رهدار در خوزستان و سیستان
رهدارها همچنان که در کتاب «ریاض الفردوس» آمده است پس از نبردی که با تیمور لنگ داشتند پراکنده گردیده و از آنجایی که در جنگهای دریایی از آنها استفاده می‌شد عده ای از این طایفه همراه با دیگر طوایف لر بختیاری جهت پاسداری و محافظت از متصرفات دریایی در برخی از جزایر ماندگار شدند به گونه ای که هماکنون در جزایر بحرین و جرون در خلیج فارس عده ای از این مردم لر بختیاری به سر می‌برند و خود را از مردمان لُر به حساب می‌آورند و به زبانی آمیخته با عربی و لُری و فارسی تکلم دارند. (تاریخ بختیاری کیانرسی نوشته امیر آرمین) رهدارها شاخه ای از چهارلنگ کیانرسی که تیره‌هایی از چهارلنگ محمود صالح نیز به آنها پیوستند و طایفهٔ فعلی رهدار را تشکیل داده‌اند این طایفه در جنوب شهرستان مسجد سلیمان و شرق شوشتر سکونت دارند که د رهمسایگی طایفه کرایی هستند و طایفه رهدار به ۸ تیره تقسیم شده است که در شهرستانهای مسجدسلیمان و شوشتر و اهواز بوده عده کثیری از رهدارها نیز در شهرستان رامهرمز می‌باشند رهدارهای رامهرمز که به «رهدار رومزی» معروف اند خود بر سه شاخه تقسیم می‌گردند. اما عده ای از این طایفه همراه با دیگر طوایف لُر در استان بوشهر و استان فارس و نیز دراستان سیستان و بلوچستان بویژه شهرستان رستمستان زابل سکنا دارند رهدارهای سیستان در روستاهای ده رهدارها منطقهٔ پشت آب، ده اسماعیل، و نزدیک به پنجاه خانوار از ایشان هم در گذشته بر اثر خشکسالی به خراسان رفته و حوالی شهرستان دره گز
کوچ کردند همچنین در شهرستانهای سرخس و استان گلستان هم مردمانی که خود را از طایفه رهدار محسوب می‌کنند زندگی می‌کنند رهدارها تماماً دارای اعتقادات مذهبی شیعی بوده بجز چندین خانوار از این طایفه که اهل تسنن هستند و فامیل راهداری داشته و در خراسان ساکنند و خود را از این طایفه می‌شمارند در ضمن یکی از طوایف شاخص در استان سیستان و بلوچستان بویژه در شهرستان زابل رهدارها می‌باشد همچنین جد بزرگ رهدارها به نام حسین خان بخشی، رئیس قورخانه ملک بهرام و ملک جلال الدین کیانی بوده و به علت رابطه حکومتی بین ملک جلال الدین و شاه کامران پادشاه موظف بوده که جهت حمل و جابجایی نیرو و بین سیستان و هرات رفت وآمد داشته باشد. و نیز راه‌های تجاری را امن سازد. و به نظر می‌رسد به دلایل بالا به این نام موسوم شده‌اند. هم‌اکنون براثر ارتباطات رسانه ای رهدارها در چند سال اخیر ارتباطات نزدیکی با هم برقرار کرده‌اند حداقل همه از وجود پراکندگی همدیگر مطلع هستند ارتباط نزدیکی که برخی از بزرگان طایفه رهدار در سیستان با برخی از مردم رهدارهای رامهرمز و شوشتر و اهواز برقرار کرده‌اند خود روزنه امیدی است تا همدلی این طایفه پس از قرنها دوری از همدیگر بار دیگر نزدیک و نزدیکتر شود.
طایفه راهدار ازکهن‌ترین وباستانی‌ترین طواف لر است.
راهدار هاشامل نه خانواده (کربو) هستندکه عبارتنداز:
ا - قمبروند
1. نقی وند
2. نقدعلی وند
3. راهداررومزی
4. بزی وند
5. بانی وند
6. راهدارشیرازی
7. راهدارشوشتری
8. قلی وندطایفه راهدار یا رهدار در خوزستان و سیستان

## سکونت
محل سکونت فعلی این طایفه در ده اسماعیل قنبر، ده درویش علی و ده ملا علی، ده جعفر و ده کرمی از منطقه شیب آب زابل و ده راهدار از منطقه پشت آب زابل و شهرستان زابل، شهرستان سرخس و استان تهران، گلستان و هرمزگان (بشاگرد) و خوزستان و شهر تهران است. البته آنچه آورده شده بیشتر مربوط به طایفه راهدار است ومحل سکونت فعلی طایفه رهدار یا راهداری در سیستان بیشتر در منطقه شیب آب است و جمعیت رهدارها در شیب آب بسیار بیشتر از پشت آب است.

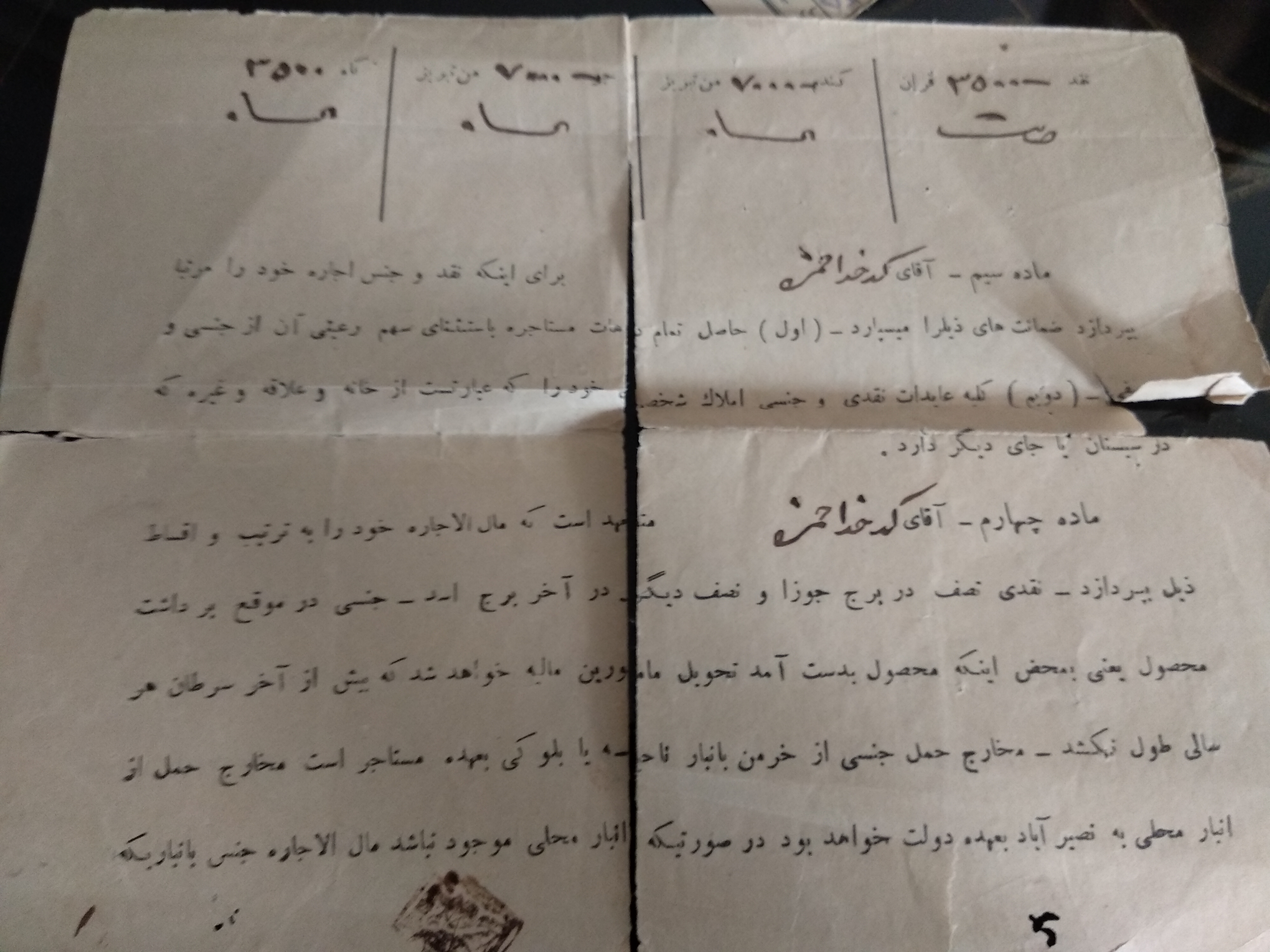

## راهداری سیستان
دربارهٔ وجه تسمیه طایفهٔ راهداری نظرات مختلفی وجود دارد، یک نظریه معقول و پراحتمال این است که براساس سخن جی پی تیت راهدارها را بدان جهت راهدار می‌نامند که راه را برای حرکت کاروانهای عبوری از سیستان امنیت می‌بخشیده‌اند و با این کار با توجه به جاده ابریشم که از این سرزمین می‌گذشته است خدمت مهمی برای کوتاه کردن دست راه زنان از این جاده انجام می‌داده‌اند.
اما یکی از مردان مسن طایفه مدعی است که چون جد بزرگ راهدارها بنام حسین بخشی رئیس قورخانه ملک بهرام و ملک جلال الدین کیانی بوده و به خاطر رابطهٔ حکومتی بین ملک جلال الدین و شاه کامران (پادشاه هرات) موظف بوده که جهت حمل و جابجائی نیرو و اسلحه بین سیستان و هرات رفت و آمد داشته باشد و نیز راه‌های تجاری را ایمن سازد فرزندان وی به این نام خوانده می‌شدند.
اکثر مردان بزرگ راهدار در قدیم باسواد بوده‌اند و یک ضرب‌المثل در میان رهدارها باقی مانده است که می‌گوید؛ راهدار باشی و ملا نباشی ؟! (ردار بشی و ملا نبشی؟ !). " راهدار باشی و ملا نباشی " بی جهت نبوده که برای مدتی شبیه خوانی در ده راهدار با مقایسه به مراکز شبیه خوانی در شیب آب که مرکز حکومتی خاندان سربندی به‌شمار می‌آید از مزیت بیشتر و کیفیت بهتری برخوردار بوده است.
مردان ممتاز و باجربزهٔ طایفهٔ راهدار در زمرهٔ مقربین و صاحب منصبان حکومتی به حساب می‌آمده‌اند.
محل اقامت امروزی راهدارها در ده راهدار (رهدار) پشت آب است. آنان معتقدند که راهداری‌های ده اسماعیل قنبر فقط با آنان رشتهٔ مواصلتی دارند

## طایفه راهدار خوزستان
روستای" رهدار" به مناسبت موقعیت جغرافیایی زیست‌محیطی ویژه ای که دارد همواره زیستگاه مناسبی برای مردمانی که به کار کاشت و برداشت و فنون کشاورزی و نیز دامی بوده‌اند. برخوداری از دشت وسیع و حاصلخیز " لَه بَهری " جهت کار کشاورزی و وجود کوهپایه‌های رشته کوه " شَه " یا " سِه "(در کتابهای جغرافیایی " رشته کوه سیاه و در سفرنامه‌ها " سِهو ") از بهترین مراتع گرمسیری بختیاری جهت پرورش دام است که جایگاه ویژه ای را به خود اختصاص داد از این رو موجب گردید ه این زیستگاه را درگذشته " جا بُنه وار " بگویند که نام کهن روستای " رهدار " است.
" بُنه وار " یعنی روستا و جا بُنه وار یعنی مکانی که در گذشته‌های دور جایگاه روستا بوده است. وجود قبور کُهن و ناشناخته غیر بومی براین گفته صحه می‌گذارند. از آنجایی که به مناسبت زندگی شبانکاره ای گذشتگان منطقه می‌بایست جهت چرا به سرزمینهای خارج از جا بُنه وار کوچ کنند و از این جایگه بیشتر در زمستانها مورد استفاده قرار می‌گرفت و اهالی منطقه بویژه مردم طایفه " رهدار" تا پیشِ از دست دادن سیادت حکومتگران چهارلنگ کیانرسی تا منطق جنوبی کارون و شمال آسماری جهت چرا ی دامها کوچ می‌کردند و در نسخهٔ خطی مرحوم لطفعلی افشار چگونگی از دست دادن این سرزمینها که با فراآمدن کاشفین نفت و ایجاد در گیریهای که به مناسبت فرسودن کردن قدرت چهارلنگ در قلعه تل که کیانرسی‌ها آنرا پایتخت بختیاری اش می‌خواندند و ایجاد درگیری‌های فرسایشی بین قاجارها و بختیاری که بیشتر متوجه حکومتگران چهارلنگ بختیاری بود و نیز ایجاد کینه بین چهارلنگ و هفت لنگ و سرانجام با از بین رفتن اقتدار چارلنگ و عبور هفت لنگ از بخش اندیکا و کارون به مناطق جنوبی تر در از دست دادن این مراتع بی تأثیر نبوده است. کما این که طوایف دیگر چهارلنگ جانکی گرمسیر چون کرائی و مکوندی، زنگنه، شیرالی و… به این سرنوشت روبرو گردیدند.
این شد که رونق دوباره و ساخت سازی دیگر بر آنچه در گذشته " جا بُنه وار " بود شکل گرفت و به مناسبت اینکه مراتع کوه شه و زمین‌های کشاورزی آن منطقه " لَه بَهری " در تملک موروثی طایفه " رهدار " بود. و در پیرامون این روستا قرار داشتند زیستگاه بخشی از طایفه " رهدار " شد و نام " روستای " جا بُنه وار " به " روستای " رهدار " دگر گون یافت.
اما ساختار معماری سنتی و زیبای این روستا هر بیننده ای را به تفکر وا خواهد داشت بکارگیر سنگ در ساخت و ساز و نیز استفاده از گِل رس قرمز و زدن تاقها و رواقها که از گچ و تکه‌های سنگ به جای گِل پخته و آجر و نیز پهنا داری عرض دیوارهای(۲ متر) بناها موجب ایستادگی و دوام در بنا گردیده است که بی تأثیر از معماری کهن منطقه که نشات گرفته از تمدن و ساخت وساز کهن و سنتی نزدیکترین شهر به این منطقه یعنی شوشتر نبوده است. کوشکها همان بنای آرامگاهی (عمارتی که بر فراز مزار مُردگان خاص) در این منطقه و نیز وجود زیارتگاه " پیر " که قدمت آن به دوره صفویه می‌رسد و سابقاً خانقاه و گاه مدرسه بوده است که اخیراً توسط خیرین منطقه (به گونهٔ وقف) بازسازی و نمای آجر ۳ سانتی شده که شرح آن آمده است. وجود ساختمان قدیمی غسالخانه، بردگوری یا دخمه‌های که در صخره‌های حفرشده است. وجود گورستان قدیمی چارتاق که در جوارروستااست که در منطقه لهبهری واقع و متأسفانه مدام مورد دستبرد و حفاری‌های غیرمجاز قرار گرفته و نیز جاذبه‌های طبیعی زمستانه و بهاره رهدار و اجرای جشنواره شعر سراسری استانهای لُر نشین کشور در این روستا به نام " جشنواره شعر بُنه وار رهدار کهدر نخستین سال برگزاری با شعار " پری گَپ زنه سیت به لفظ لُری " با استقبال کم نظیری روبرو شد و موجب گردید تا روستای " رهدار" همه سال دوم فرودین هر سال را به نام خود در آیین جشنواره‌های کشور ثبت کند و به " رهدار " حال و هوایی تازه تر می‌بخشد.

## معنی راهدار
```
به معنی راه دارنده و حمایت کننده و کسی که از طرف
```

```
دولت مأمور، گرفتن مالیات راه است و به کسی که حفاظت
```

```
و نگهداری و امنیت مسافران را به جان می‌خرد راهدار می‌گویند.
```

## نظریه اشتباه در مورد طایفه راهدار
از چندین سال پیش افرادی سعی در خراب کردن ریشه طایفه بزرگ راهدار می‌کنند و سعی در نسبت دادن این طایفه با اعراب دارند که این مورد کاملاً رد می‌شود چون راهدار در اصل از ایل بزرگ بختیاری و از ایرانیان اصیل می‌باشند.
برخی می‌گویند راهدار از نسل حر می‌باشند که کاملاً رد می‌شود چون این نظریه فقط گفته پیش پا افتاده پیش نیست و فقط برای خراب کردن ریشه این طایفه می‌باشد.
B1%DB%8C&f=false